# Мартынов, Николай Михайлович (Герой Советского Союза)
Никола́й Миха́йлович Марты́нов (1918—2007) — сержант Рабоче-крестьянской Красной Армии, участник Великой Отечественной войны, Герой Советского Союза (1944).

## Биография
Родился 15 августа 1918 года в деревне Алфёровка.
В 1935 году переехал в Оренбургскую область, где окончил неполную среднюю школу и работал трактористом в совхозе.
В 1941 году призван на службу в Рабоче-крестьянскую Красную Армию.
К февралю 1944 года гвардии сержант Николай Мартынов был разведчиком разведроты 5-й гвардейской отдельной мотострелковой бригады 3-й гвардейской армии 4-го Украинского фронта. Отличился во время освобождения Днепропетровской области Украинской ССР. 8 февраля 1944 года Мартынов в составе разведгруппы переправился через Днепр и в боях на западном берегу подавил несколько вражеских пулемётных точек. Во время разведки в районе Никополя он лично уничтожил более 10 вражеских солдат и офицеров.
Указом Президиума Верховного Совета СССР от 19 марта 1944 года за «образцовое выполнение боевых заданий командования на фронте борьбы с немецкими захватчиками и проявленные при этом мужество и героизм» гвардии сержант Николай Мартынов был удостоен высокого звания Героя Советского Союза с вручением ордена Ленина и медали «Золотая Звезда» за номером 6317.
Весной 1944 года в боях на реке Ингулец Мартынов получил тяжёлое ранение и после лечения в госпитале в ноябре того же года был демобилизован. Проживал на родине, работал бригадиром тракторной бригады в совхозе. С 2001 года проживал в Оренбурге.
Умер 16 января 2007 года, похоронен на кладбищенском комплексе «Степной-1».
Был также награждён орденами Октябрьской Революции и Отечественной войны 1-й степени, рядом медалей, в том числе американской.